# Mihhail Rõtšagov
Mihhail Rõtšagov, noto anche come Mikhail Rytshagov o Rychagov (12 novembre 1967), è uno scacchista estone, Grande maestro.
Nel 2000 vinse a Tallinn il 70º Campionato dell'Estonia.
Nello stesso anno partecipò al Campionato del mondo FIDE, ma fu eliminato nel primo turno da Étienne Bacrot.
Alcuni altri risultati:
- 1991 :  vince l'open di Kuopio;
- 1995 :  vince il campionato open della Finlandia;
- 1996 :  primo-terzo con Aleksander Wojtkiewicz e Ye Rongguang nell'open di Soest;
- 1996 :  primo-terzo con Viktor Gavrikov e Mark Taimanov nel Heart of Finland Open;
- 1997 :  vince l'open A di Stoccolma;
- 1999 :  vince il Festival di Arco;
- 2006 :  vince il Keres Memorial di Tallinn;

Nel 2010 si è ritirato dal gioco attivo e l'anno successivo è stato nominato "Senior Trainer" dalla FIDE.
È stato per molti anni allenatore di Alexey Shirov.